# Control (Puddle of Mudd)
Control è il primo singolo pubblicato dal gruppo post grunge statunitense Puddle of Mudd, tratto dal loro primo album Come Clean. Pubblicata il 17 luglio 2001, la canzone è stata scritta dal frontman del gruppo Wes Scantlin in collaborazione con Brad Stewart, ex-membro degli Shinedown.